# Antonio Tecchio
Antonio Tecchio (Vicenza, 17 dicembre 1894 – ...) è stato un ciclista su strada italiano, professionista dal 1921 al 1938, anni in cui corse come individuale. Prese il via a 4 edizioni del Giro d'Italia, oltre a numerose classiche del panorama italiano; tuttavia non ottenne alcuna vittoria (fra i piazzamenti degni di nota, si ricorda il terzo posto al Giro di Campania 1922 e il quarto al Giro del Veneto 1924).

## Piazzamenti

### Grandi Giri
- Giro d'Italia

1921: 22º
1925: 13º
1926: 18º
1928: 44º

### Classiche monumento
- Milano-Sanremo

1922: 20º
1923: 16º
1925: 14º
- Giro di Lombardia

1921: 29º
1922: 25º
1925: 21º